# Гостицы (местечко)
Гостицы — местечко в Гостицком сельском поселении Сланцевского района Ленинградской области.

## История
По состоянию на 1 августа 1965 года разъезд Гостицы входил в состав Пелешского сельсовета Кингисеппского района.
По данным 1973 года ж.д. разъезд Гостицы входил в состав Пелешского сельсовета Сланцевского района.
По данным 1990 года местечко Гостицы входило в состав Гостицкого сельсовета.
В 1997 году в местечке Гостицы Гостицкой волости проживали 3 человека, в 2002 году — 2 человека (все русские).
В 2007 году в местечке Гостицы Гостицкого СП проживали 6, в 2010 году — 6, в 2012, 2013 и 2017 годах — 4 человека.

## География
Местечко расположено в юго-западной части района на автодороге 41К-005 (Псков — Краколье).
Расстояние до административного центра поселения — 2 км.
В местечке расположена железнодорожная платформа Гостицы.
Местечко находится на левом берегу реки Плюсса.

## Демография
| 2007 | 2010 | 2017 |
| ---- | ---- | ---- |
| 6    | →6   | ↗20  |